# Lars Olsson (politiker)
Lars Olsson, född 1946, är en svensk politiker (centerpartist). Han var kommunalråd i Hässleholms kommun från 2000 till 2008.
Olsson tillträdde som centerpartistiskt kommunalråd i februari år 2000 då han efterträdde Eric Sandberg vid dennes bortgång. Han var kommunalråd tillsammans med moderaten Bo-Anders Thornberg, och innehade denna befattning fram till den 30 september 2008. Han efterträddes av Lars-Göran Wiberg, som innan dess var ordförande i barn- och utbildningsnämnden.